# 福卡斯特山
福卡斯特山（英語：Mount Forecast）是南極洲的山峰，位於麥克羅伯特森地，處於波拉德山西南面23公里，由澳大利亞探險隊繪入地圖，現時由南極條約體系管理。